# Tadeusz Maringe

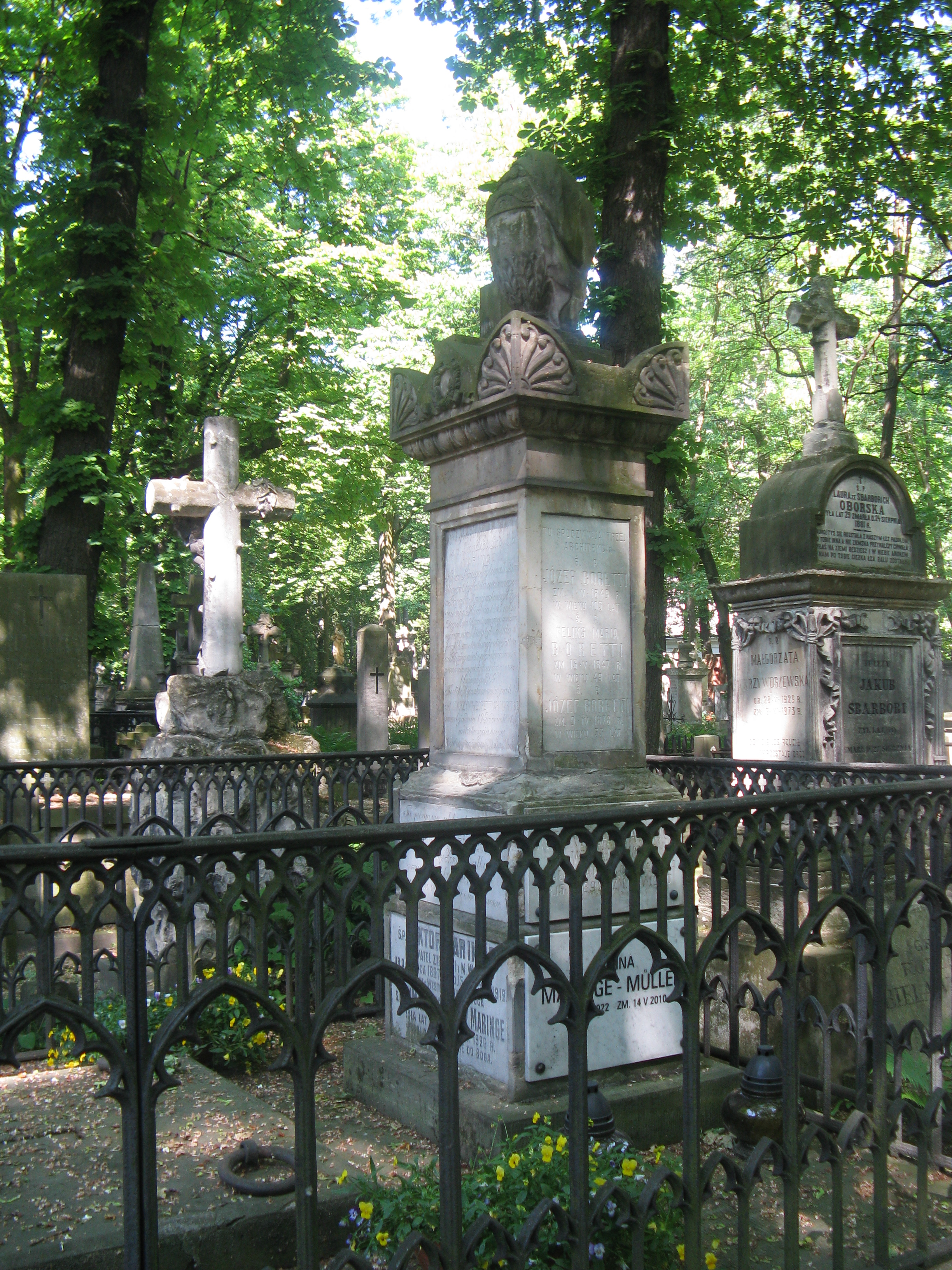
Grób rodzinny Borettich i Maringe na cmentarzu Powązkowskim

Tadeusz Maringe (ur. 25 listopada 1888 w Brudzyniu, zm. 12 maja 1956 w Warszawie) – polski inżynier, ziemianin, ułan Wojska Polskiego, kawaler Orderu Virtuti Militari.

## Życiorys
Urodził się w rodzinie Leonarda i Zuzanny z Kożuchowskich. Był bratem Leonarda Witolda (1890–1966), Jadwigi i Stefana, który zmarł w wieku dziecięcym. 
W młodości uczył się w szkole rządowej w Kaliszu, następnie uczył się w gimnazjum Emiliana Konpoczyńskiego w Warszawie, które ukończył w 1907 roku. Po maturze wyjechał do Wielkiej Brytanii, gdzie podjął studia na Uniwersytecie Londyńskim, który ukończył w 1912 roku z dyplomem inżyniera mechanika. Podczas pobytu w Londynie był działaczem tamtejszej komórki Polskiej Partii Socjalistycznej.
Po powrocie z Wielkiej Brytanii wyjechał do Zagłębia Dąbrowskiego, gdzie podjął pracę w Fabryce „Wilhelm Fitzner i Konrad Gamper” w Sosnowcu. Po wybuchu I wojny światowej został zwolniony z fabryki i podjął pracę w przemyśle drzewnym, a później trudnił się różnymi zajęciami, m.in. jako zarządca majątku Janusza Szweycera. W 1919 roku wraz z bratem Witoldem zakupił majątek w Lenartowie, w którym zamieszkał Witold, a Tadeusz gospodarował rodzinnym majątkiem w Smolinie.
W lipcu 1920 roku wraz z bratem zgłosił się na ochotnika do Wojska Polskiego, gdzie został przydzielony do 1. szwadronu 203 ochotniczego pułku ułanów, z którym walczył na wojnie z bolszewikami.
Szczególnie odznaczył się 25 października 1920, kiedy „wraz z dwoma ułanami w rejonie m. Kostopola wysłany został na patrol. Przedostał się na tyły npla, wziął jeńca i zdołał wrócić do oddziału”. Za tę postawę został odznaczony Orderem Virtuti Militari, w tym samym patrolu brał udział jego brat, którego odznaczono Krzyżem Walecznych.
Zdemobilizowany w grudniu 1920. W lipcu 1921 roku był jednym z członków Komitetu Sztandarowego fundującego sztandar 18 Pułku Piechoty (jego żona została matką chrzestną sztandaru), brał także udział w przyjęciu Józefa Piłsudskiego w Koninie. Był aktywnym działaczem Związku Ziemian, promował również wśród rolników pomysł zakładania spółek. Był także prezesem Ochotniczej Straży Pożarnej w Galewie. W 1928 roku wszedł w nieudaną spółkę z innymi ziemianami, inwestując w młyn w Kole, w wyniku bankructwa spółki utracił dużą część swojego majątku. W związku z tym zmuszony był podjął pracę na różnych posadach w majątkach ziemskich, m.in. jako zarządca majątku w Golinie, a następnie prowadził firmę nasienną Fijałkowskiego w Warszawie. 
Po wybuchu II wojny światowej wraz z rodziną został wywieziony przez Niemców do Bochni, a majątek został im odebrany. Następnie z Bochni przedostał się z rodziną do Warszawy, gdzie dalej prowadził firmę i organizował wsparcie dla przybywających do miasta wysiedleńców. Wraz z żoną zaangażował się w działalność organizacji Tajna Armia Polska. a następnie także Związku Walki Zbrojnej i Armii Krajowej. W ich mieszkaniu przy ul. Filtrowej 63 istniał punkt kontaktowy, a następnie także zakonspirowane biuro Kazimierza Leskiego oraz Stanisława Jankowskiego.
Po 1945 roku jego majątek w Smolinie został przejęty przez państwo, a on sam zamieszkał w Poznaniu, gdzie wraz z Witoldem Karłowskim, Bronisławem Rykowskim i Julianem Walickim założył Dom Rolniczo–Handlowy Wspólna Praca, który prowadził działalność do 1949 roku.
W 1952 roku podupadł na zdrowiu i wkrótce potem zmarł, pochowany na cmentarzu Powązkowskim (kwatera 4-1-29).
10 sierpnia 1915 w Łasku ożenił się z Antoniną (Antonillą) Wyganowską, z którą miał czworo dzieci: Jerzego (1916–1944), zamordowanego przez Gestapo w więzieniu Montelupich, Hannę (1917–1990), Stanisława (1918–1943), zamordowanego w Auschwitz i Zofię (1919–2017).

## Ordery i odznaczenia
- Krzyż Srebrny Orderu Wojskowego Virtuti Militari nr 2700 – 29 października 1921[10][1][11]